# Гай Анатолій Іванович
Анато́лій Іва́нович Гай (15 жовтня 1952, Бірки Другі — 16 квітня 2021, Біла Церква, Київська область) — український письменник і журналіст.
Член Національної спілки письменників України (1986).

## Біографічні відомості
Народився 15 жовтня 1952 р. у селі Бірки Другі (нині Бірки) Олександрівського району Кіровоградської області. Батьки й дід брали участь у Другій світовій війні, мати як підпільниця потрапила до концтабору в Німеччині. Деякий час навчався в інтернаті..
Закінчив факультет журналістики Київського держуніверситету (1974). Як військовий журналіст побував у багатьох «гарячих точках» планети: В'єтнам, Ангола, Афганістан, Нікарагуа, з квітня 2016 р. по листопад 2017 р. редагував військовий вісник 72-ї механізованої бригади «Знамено перемоги» в зоні АТО.
Працював кореспондентом газет «Радянська Житомирщина» та «Київська правда».
3 1989 року — голова правління Білоцерківського ВАТ «Афганець» (об'єднання воїнів-інтернаціоналістів і воїнів запасу), яке спорудило колишнім учасникам афганської війни — жителям Білої Церкви 320 упорядкованих квартир. З 1991 р. очолює на громадських засадах Київське обласне творче об'єднання «Культура», яке займається питаннями життєдіяльності обласних відділень творчих спілок та людей творчої праці столичної області.
Був депутатом чотирьох скликань Білоцерківської міської ради, де обирався головою постійної депутатської комісії з питань культури, та двох скликань Київської обласної ради, де очолював постійну депутатську комісію з питань розвитку культури, мов, національних та інтернаціональних традицій, охорони історичної спадщини.
З 2003 р. — голова Київської обласної організації НСПУ. У 2005—2010 роках призначався керівником Всеукраїнських нарад молодих літераторів у Коктебелі та в Ірпені, був упорядником альманахів творів учасників нарад.
З 2015 — заступник голови Українського фонду культури.
Заступник голови комісії з присудження Київської обласної літературної премії ім. Григорія Косинки; член Комітету з присудження премії Міністерства оборони України ім. Богдана Хмельницького; комісій з присудження премій ім. Миколи Сома та Данила Бакуменка. Понад 10 років очолював комісію з присудження Білоцерківської міської літературно-мистецької премії ім. І. С. Нечуя-Левицького.
Член Громадської ради при Державній прикордонній службі України.
Проживав у Білій Церкві Київської області. Помер від наслідків коронавірусної хвороби, як і його дружина-письменниця Галина Гай. Раніше, 2019 року, трагічно загинула їхня донька, художниця Олеся Гай-Курило. Син Юрій Гай, член Національної спілки письменників України, житель Білої Церкви.

## Творчий доробок
Автор художніх і документальних книжок для дітей і дорослих: «Зажинки» (1979), «Хамаль — місяць весняний» (1984), «Сім струн райдуги» (1985), «Тиша над полігоном»(1986), «На тих афганських рубежах»(1991), «Біла Церква. Шлях крізь віки» (у співавторстві, 1994), «Чорна рота» (1995), «Вужик» (1998), «Палаючий перевал» (1999), «У нас „афганцями“ їх звуть» (1999), «Блаженна Марія» (2002), «Дивізія гвардійського гарту» (2002), «Золото колосся і зірок» (2003), «Біла Церква — Афганістан — Вічність» (2004), «Т. Г. Шевченко і Київщина: історія трьох поезій» (2004), «Київщина в творчості Т. Г. Шевченка» (у співавторстві, 2004), «Мальовнича Київщина Т. Г. Шевченка» (укр., рос., англ., 2004), «Там, за Гіндукушем» (2006, 2009), «Розхристане буття» (2007), «Іменна гільза» (2009, 2012), «Відлуння двох воєн» (2010), «Далекі гарнізони» (2011, 2014), «Вірність гвардійському знамену» (2012), «Крапля нашої крові на чужім знамені» (2014), «Вогненні рубежі „Прапороносців“» (2018).
Упорядник антології поетів Київщини «…Ота стежина в нашім краю» (2007), Київського обласного тому Національної книги пам'яті жертв Голодомору 1932—1933 років (2008), двотомника «Сльоза пекучої пам'яті» (2009), антології письменників Київщини до 65-річчя Перемоги над гітлерівською Німеччиною «З глибини всенародного подвигу» (2010), антології письменників — членів Білоцерківської міської організації НСПУ «Літературна Білоцерківщина» (2008) та ін.

## Нагороди, відзнаки
- орден «За заслуги» 3-го ступеня
- медаль «Захиснику Вітчизни»
- державні відзнаки України, колишнього СРСР та іноземних держав
- почесні відзнаки Національної спілки письменників України та Міністерства культури і туризму України
- почесні грамоти голови Київської обласної державної адміністрації та обласної ради
- почесні грамоти й подяки Білоцерківської міської ради та Білоцерківського міського голови
- почесний знак «За заслуги перед містом»

Член «Золотого фонду» Білої Церкви.
За участь в АТО нагороджений як військовий журналіст відзнакою Міністра оборони України «За сприяння Збройним Силам України», подякою начальника Генштабу України, почесним знаком 72-ї окремої механізованої бригади ЗСУ та Історичного товариства «За збереження історії».
Лауреат міжнародних літературних премій:
- ім. І. Кошелівця (2012),
- ім. М. Сингаївського (2015)
- ім. Д. Бакуменка (2018)
- ім. В. Винниченка (2019)

Лауреат всеукраїнських літературно-мистецьких премій
- Міністерства оборони України ім. Б. Хмельницького (2011)
- Українського фонду культури ім. І. Нечуя-Левицького (2014)

Лауреат:
- Київської обласної літературної премії ім. Г. Косинки (2007);
- Білоцерківської міської літературно-мистецької премії ім. І. Нечуя-Левицького (1995)